# Stanisławów (Częstochowa)
Pour les articles homonymes, voir Stanisławów.
Stanisławów est une localité polonaise de la gmina de Przyrów, située dans le powiat de Częstochowa en voïvodie de Silésie.